# Gante-Wevelgem de 2022
A 84.ª edição da clássica ciclista Gante-Wevelgem (nome oficial em inglês: Gent-Wevelgem in Flanders Fields) foi uma corrida na Bélgica que se celebrou a 27 de março de 2022 com início na cidade de Ypres e final na cidade de Wevelgem sobre um percurso de 248,8 quilómetros.
A corrida fez parte do UCI WorldTour de 2022, calendário ciclístico de máximo nível mundial, sendo a décima corrida de dito circuito e foi vencida pelo eritreo Biniam Girmay do Intermarché-Wanty-Gobert Matériaux. Completaram o pódio, como segundo e terceiro classificado respectivamente, o francês Christophe Laporte do Jumbo-Visma e o belga Dries Van Gestel do TotalEnergies.

## Equipas participantes
Tomaram parte na corrida 25 equipas: 18 de categoria UCI WorldTeam e 7 de categoria UCI ProTeam. Formaram assim um pelotão de 174 ciclistas dos que acabaram 106. As equipas participantes foram:
| Equipes WorldTeam (18)- AG2R Citroën Team - Astana Qazaqstan Team - Bahrain Victorious - Bora-Hansgrohe - Cofidis - EF Education-EasyPost - Groupama-FDJ - Ineos Grenadiers - Intermarché-Wanty-Gobert Matériaux - Israel-Premier Tech - Jumbo-Visma - Lotto-Soudal - Movistar Team - Quick-Step Alpha Vinyl - BikeExchange-Jayco - Team DSM - Trek-Segafredo - UAE Team Emirates Equipes ProTeam (7)- Alpecin-Fenix - Bardiani-CSF-Faizanè - B&B Hotels-KTM - Bingoal Pauwels Sauces WB - Sport Vlaanderen-Baloise - TotalEnergies - Uno-X Pro Cycling Team |
| |

## Classificação final
- A classificação finalizou da seguinte forma:[2]

### Classificação geral
| \| Classificação geral \| Classificação geral \| Classificação geral \| Classificação geral \| Classificação geral \| \| Ciclista \| Ciclista \| Equipe \| Tempo \| \| \| ------------------- \| -------------------- \| ---------------------------------- \| ------------------- \| ------------------- \| \| 1. \| Biniam Girmay \| Intermarché-Wanty-Gobert Matériaux \| 5h37m57s \| \| \| 2. \| Christophe Laporte \| Jumbo-Visma \| + 0s \| \| \| 3. \| Dries Van Gestel \| TotalEnergies \| + 0s \| \| \| 4. \| Jasper Stuyven \| Trek-Segafredo \| + 0s \| \| \| 5. \| Søren Kragh Andersen \| Team DSM \| + 8s \| \| \| 6. \| Tim Merlier \| Alpecin-Fenix \| + 8s \| \| \| 7. \| Mads Pedersen \| Trek-Segafredo \| + 8s \| \| \| 8. \| Iván García Cortina \| Movistar Team \| + 8s \| \| \| 9. \| Matej Mohorič \| Bahrain Victorious \| + 8s \| \| \| 10. \| Arnaud Démare \| Groupama-FDJ \| + 8s \| \| |                      |                                    |          |
| |                      |                                    |          |
| Fonte: ProCyclingStats |                      |                                    |          |
| Classificação geral |                      |                                    |          |
| Ciclista | Ciclista             | Equipe                             | Tempo    |
| 1. | Biniam Girmay        | Intermarché-Wanty-Gobert Matériaux | 5h37m57s |
| 2. | Christophe Laporte   | Jumbo-Visma                        | + 0s     |
| 3. | Dries Van Gestel     | TotalEnergies                      | + 0s     |
| 4. | Jasper Stuyven       | Trek-Segafredo                     | + 0s     |
| 5. | Søren Kragh Andersen | Team DSM                           | + 8s     |
| 6. | Tim Merlier          | Alpecin-Fenix                      | + 8s     |
| 7. | Mads Pedersen        | Trek-Segafredo                     | + 8s     |
| 8. | Iván García Cortina  | Movistar Team                      | + 8s     |
| 9. | Matej Mohorič        | Bahrain Victorious                 | + 8s     |
| 10. | Arnaud Démare        | Groupama-FDJ                       | + 8s     |

## Ciclistas participantes e posições finais
| Jumbo-Visma TJV | Jumbo-Visma TJV               | Jumbo-Visma TJV |
| --------------- | ----------------------------- | --------------- |
| Num             | Ciclista                      | Pos             |
| 1               | Wout van Aert (BEL) (estrada) | 12.             |
| 2               | Tiesj Benoot (BEL)            | 34.             |
| 3               | Christophe Laporte (FRA)      | 2.              |
| 4               | Edoardo Affini (ITA)          | DNF             |
| 5               | Mike Teunissen (NED)          | 51.             |
| 6               | Timo Roosen (NED) (estrada)   | DNF             |
| 7               | Nathan Van Hooydonck (BEL)    | 62.             |

| Quick-Step Alpha Vinyl QST | Quick-Step Alpha Vinyl QST | Quick-Step Alpha Vinyl QST |
| -------------------------- | -------------------------- | -------------------------- |
| Num                        | Ciclista                   | Pos                        |
| 11                         | Iljo Keisse (BEL)          | DNF                        |
| 12                         | Fabio Jakobsen (NED)       | 68.                        |
| 13                         | Kasper Asgreen (DEN)       | 32.                        |
| 14                         | Davide Ballerini (ITA)     | DNF                        |
| 15                         | Yves Lampaert (BEL)        | 39.                        |
| 16                         | Florian Sénéchal (FRA)     | DNF                        |
| 17                         | Bert Van Lerberghe (BEL)   | 64.                        |

| Lotto-Soudal LTS | Lotto-Soudal LTS         | Lotto-Soudal LTS |
| ---------------- | ------------------------ | ---------------- |
| Num              | Ciclista                 | Pos              |
| 21               | Victor Campenaerts (BEL) | 33.              |
| 22               | Brent Van Moer (BEL)     | DNF              |
| 23               | Jasper De Buyst (BEL)    | DNF              |
| 24               | Arnaud De Lie (BEL)      | 48.              |
| 25               | Florian Vermeersch (BEL) | 19.              |
| 26               | Frederik Frison (BEL)    | 37.              |
| 27               | Cedric Beullens (BEL)    | 31.              |

| Intermarché-Wanty-Gobert Matériaux IWG | Intermarché-Wanty-Gobert Matériaux IWG | Intermarché-Wanty-Gobert Matériaux IWG |
| -------------------------------------- | -------------------------------------- | -------------------------------------- |
| Num                                    | Ciclista                               | Pos                                    |
| 31                                     | Alexander Kristoff (NOR)               | 11.                                    |
| 32                                     | Aimé De Gendt (BEL)                    | 52.                                    |
| 33                                     | Kévin Van Melsen (BEL)                 | DNF                                    |
| 34                                     | Andrea Pasqualon (ITA)                 | 14.                                    |
| 35                                     | Adrien Petit (FRA)                     | 38.                                    |
| 36                                     | Biniam Girmay (ERI)                    | 1.                                     |
| 37                                     | Taco van der Hoorn (NED)               | DNF                                    |

| AG2R Citroën Team ACT | AG2R Citroën Team ACT   | AG2R Citroën Team ACT |
| --------------------- | ----------------------- | --------------------- |
| Num                   | Ciclista                | Pos                   |
| 41                    | Greg Van Avermaet (BEL) | 17.                   |
| 42                    | Oliver Naesen (BEL)     | 59.                   |
| 43                    | Stan Dewulf (BEL)       | 60.                   |
| 44                    | Antoine Raugel (FRA)    | 85.                   |
| 45                    | Michael Schär (SUI)     | 98.                   |
| 46                    | Damien Touzé (FRA)      | 66.                   |
| 47                    | Gijs Van Hoecke (BEL)   | 91.                   |

| Astana Qazaqstan Team AST | Astana Qazaqstan Team AST | Astana Qazaqstan Team AST |
| ------------------------- | ------------------------- | ------------------------- |
| Num                       | Ciclista                  | Pos                       |
| 51                        | Leonardo Basso (ITA)      | DNF                       |
| 52                        | Manuele Boaro (ITA)       | 89.                       |
| 53                        | Michele Gazzoli (ITA)     | DNF                       |
| 54                        | Fabio Felline (ITA)       | DNF                       |
| 55                        | Gianni Moscon (ITA)       | DNF                       |
| 56                        | Davide Martinelli (ITA)   | DNF                       |
| 57                        | Artiom Zakharov (KAZ)     | DNF                       |

| Bahrain Victorious TBV | Bahrain Victorious TBV        | Bahrain Victorious TBV |
| ---------------------- | ----------------------------- | ---------------------- |
| Num                    | Ciclista                      | Pos                    |
| 61                     | Heinrich Haussler (AUS)       | 50.                    |
| 62                     | Kamil Gradek (POL)            | DNF                    |
| 63                     | Filip Maciejuk (POL)          | 87.                    |
| 64                     | Yukiya Arashiro (JPN)         | 78.                    |
| 65                     | Matej Mohorič (SLO) (estrada) |                        |
| 66                     | Fred Wright (GBR)             | 45.                    |
| 67                     | Jasha Sütterlin (GER)         | 47.                    |

| Bora-Hansgrohe BOH | Bora-Hansgrohe BOH          | Bora-Hansgrohe BOH |
| ------------------ | --------------------------- | ------------------ |
| Num                | Ciclista                    | Pos                |
| 71                 | Sam Bennett (IRL)           | 106.               |
| 72                 | Jordi Meeus (BEL)           | DNF                |
| 73                 | Marco Haller (AUT)          | 81.                |
| 74                 | Jonas Koch (GER)            | 22.                |
| 75                 | Ryan Mullen (IRL) (estrada) | DNF                |
| 76                 | Nils Politt (GER)           | 79.                |
| 77                 | Danny van Poppel (NED)      | DNF                |

| Cofidis COF | Cofidis COF             | Cofidis COF |
| ----------- | ----------------------- | ----------- |
| Num         | Ciclista                | Pos         |
| 81          | Piet Allegaert (BEL)    | 20.         |
| 82          | Tom Bohli (SUI)         | DNF         |
| 83          | André Carvalho (POR)    | 101.        |
| 84          | Simone Consonni (ITA)   | 24.         |
| 85          | Wesley Kreder (NED)     | 76.         |
| 86          | Kenneth Vanbilsen (BEL) | DNF         |
| 87          | Jelle Wallays (BEL)     | 95.         |

| EF Education-EasyPost EFE | EF Education-EasyPost EFE | EF Education-EasyPost EFE |
| ------------------------- | ------------------------- | ------------------------- |
| Num                       | Ciclista                  | Pos                       |
| 91                        | Jens Keukeleire (BEL)     | DNF                       |
| 92                        | Stefan Bissegger (SUI)    | 96.                       |
| 93                        | Marijn van den Berg (NED) | 23.                       |
| 94                        | Michael Valgren (DEN)     | 35.                       |
| 95                        | Sebastian Langeveld (NED) | 97.                       |
| 96                        | Jonas Rutsch (GER)        | 90.                       |
| 97                        | Tom Scully (NZL)          | 58.                       |

| Groupama-FDJ GFC | Groupama-FDJ GFC              | Groupama-FDJ GFC |
| ---------------- | ----------------------------- | ---------------- |
| Num              | Ciclista                      | Pos              |
| 101              | Stefan Küng (SUI)             | 36.              |
| 102              | Lewis Askey (GBR)             | DNF              |
| 103              | Kevin Geniets (LUX) (estrada) | 65.              |
| 104              | Olivier Le Gac (FRA)          | 42.              |
| 105              | Fabian Lienhard (SUI)         | 84.              |
| 106              | Tobias Ludvigsson (SWE)       | 72.              |
| 107              | Arnaud Démare (FRA)           | 10.              |

| Ineos Grenadiers IGD | Ineos Grenadiers IGD      | Ineos Grenadiers IGD |
| -------------------- | ------------------------- | -------------------- |
| Num                  | Ciclista                  | Pos                  |
| 111                  | Dylan van Baarle (NED)    | 41.                  |
| 112                  | Jhonatan Narváez (ECU)    | DNF                  |
| 113                  | Luke Rowe (GBR)           | DNF                  |
| 114                  | Elia Viviani (ITA)        | 69.                  |
| 115                  | Ben Swift (GBR) (estrada) | DNF                  |
| 116                  | Ben Turner (GBR)          | 28.                  |
| 117                  | Thomas Pidcock (GBR)      | 67.                  |

| Israel-Premier Tech IPT | Israel-Premier Tech IPT | Israel-Premier Tech IPT |
| ----------------------- | ----------------------- | ----------------------- |
| Num                     | Ciclista                | Pos                     |
| 121                     | Sep Vanmarcke (BEL)     | 77.                     |
| 122                     | Hugo Houle (CAN)        | 55.                     |
| 123                     | Jenthe Biermans (BEL)   | DNF                     |
| 124                     | Matthias Brändle (AUT)  | DNF                     |
| 125                     | Itamar Einhorn (ISR)    | DNF                     |
| 126                     | Tom Van Asbroeck (BEL)  | NP                      |
| 127                     | Taj Jones (AUS)         | DNF                     |

| Movistar Team MOV | Movistar Team MOV         | Movistar Team MOV |
| ----------------- | ------------------------- | ----------------- |
| Num               | Ciclista                  | Pos               |
| 131               | Alex Aranburu (ESP)       | 25.               |
| 132               | Iñigo Elosegui (ESP)      | DNF               |
| 133               | Imanol Erviti (ESP)       | 75.               |
| 134               | Iván García Cortina (ESP) | 8.                |
| 135               | Mathias Norsgaard (DEN)   | DNF               |
| 136               | Johan Jacobs (SUI)        | 44.               |
| 137               | Max Kanter (GER)          | 43.               |

| BikeExchange-Jayco BEX | BikeExchange-Jayco BEX    | BikeExchange-Jayco BEX |
| ---------------------- | ------------------------- | ---------------------- |
| Num                    | Ciclista                  | Pos                    |
| 141                    | Dylan Groenewegen (NED)   | DNF                    |
| 142                    | Sam Bewley (NZL)          | DNF                    |
| 143                    | Alexander Edmondson (AUS) | DNF                    |
| 144                    | Luke Durbridge (AUS)      | DNF                    |
| 145                    | Kelland O'Brien (AUS)     | DNF                    |
| 146                    | Alexander Konychev (ITA)  | 88.                    |
| 147                    | Luka Mezgec (SLO)         | 13.                    |

| Team DSM DSM | Team DSM DSM               | Team DSM DSM |
| ------------ | -------------------------- | ------------ |
| Num          | Ciclista                   | Pos          |
| 151          | John Degenkolb (GER)       | 27.          |
| 152          | Niklas Märkl (GER)         | 82.          |
| 153          | Cees Bol (NED)             | DNF          |
| 154          | Kevin Vermaerke (USA)      | DNF          |
| 155          | Leon Heinschke (GER)       | DNF          |
| 156          | Nikias Arndt (GER)         | 82.          |
| 157          | Søren Kragh Andersen (DEN) | 5.           |

| Trek-Segafredo TFS | Trek-Segafredo TFS   | Trek-Segafredo TFS |
| ------------------ | -------------------- | ------------------ |
| Num                | Ciclista             | Pos                |
| 161                | Jasper Stuyven (BEL) | 4.                 |
| 162                | Daan Hoole (NED)     | 99.                |
| 163                | Alex Kirsch (LUX)    | 40.                |
| 164                | Mads Pedersen (DEN)  | 7.                 |
| 165                | Quinn Simmons (USA)  | DNF                |
| 166                | Edward Theuns (BEL)  | 61.                |
| 167                | Otto Vergaerde (BEL) | 100.               |

| UAE Team Emirates UAD | UAE Team Emirates UAD     | UAE Team Emirates UAD |
| --------------------- | ------------------------- | --------------------- |
| Num                   | Ciclista                  | Pos                   |
| 171                   | Pascal Ackermann (GER)    | DNF                   |
| 172                   | Matteo Trentin (ITA)      | 70.                   |
| 173                   | Mikkel Bjerg (DEN)        | NP                    |
| 175                   | Maximiliano Richeze (ARG) | DNF                   |
| 176                   | Oliviero Troia (ITA)      | DNF                   |
| 177                   | Rui Oliveira (POR)        | 56.                   |

| Alpecin-Fenix AFC | Alpecin-Fenix AFC              | Alpecin-Fenix AFC |
| ----------------- | ------------------------------ | ----------------- |
| Num               | Ciclista                       | Pos               |
| 181               | Tim Merlier (BEL)              | 6.                |
| 182               | Jasper Philipsen (BEL)         | 21.               |
| 183               | Maurice Ballerstedt (GER)      | DNF               |
| 184               | Jonas Rickaert (BEL)           | DNF               |
| 185               | Guillaume Van Keirsbulck (BEL) | DNF               |
| 186               | Gianni Vermeersch (BEL)        | 46.               |
| 187               | Silvan Dillier (SUI) (estrada) | 57.               |

| TotalEnergies TEN | TotalEnergies TEN           | TotalEnergies TEN |
| ----------------- | --------------------------- | ----------------- |
| Num               | Ciclista                    | Pos               |
| 191               | Peter Sagan (SVK) (estrada) | DNF               |
| 192               | Edvald Boasson Hagen (NOR)  | 92.               |
| 193               | Maciej Bodnar (POL)         | 104.              |
| 194               | Daniel Oss (ITA)            | DNF               |
| 195               | Niki Terpstra (NED)         | 71.               |
| 196               | Anthony Turgis (FRA)        | 26.               |
| 197               | Dries Van Gestel (BEL)      | 3.                |

| B&B Hotels-KTM BBK | B&B Hotels-KTM BBK     | B&B Hotels-KTM BBK |
| ------------------ | ---------------------- | ------------------ |
| Num                | Ciclista               | Pos                |
| 201                | Jens Debusschere (BEL) |                    |
| 202                | Pierre Barbier (FRA)   | 83.                |
| 203                | Quentin Jauregui (FRA) | DNF                |
| 204                | Cyril Lemoine (FRA)    | DNF                |
| 205                | Julien Morice (FRA)    | 94.                |
| 206                | Luca Mozzato (ITA)     | 74.                |
| 207                | Jordi Warlop (BEL)     | DNF                |

| Bardiani CSF Faizanè BCF | Bardiani CSF Faizanè BCF | Bardiani CSF Faizanè BCF |
| ------------------------ | ------------------------ | ------------------------ |
| Num                      | Ciclista                 | Pos                      |
| 211                      | Luca Colnaghi (ITA)      | DNF                      |
| 212                      | Filippo Fiorelli (ITA)   | 73.                      |
| 213                      | Enrico Battaglin (ITA)   | DNF                      |
| 214                      | Sacha Modolo (ITA)       | 102.                     |
| 215                      | Alessandro Tonelli (ITA) | DNF                      |
| 216                      | Enrico Zanoncello (ITA)  | DNF                      |
| 217                      | Samuele Zoccarato (ITA)  | DNF                      |

| Bingoal Pauwels Sauces WB BWB | Bingoal Pauwels Sauces WB BWB | Bingoal Pauwels Sauces WB BWB |
| ----------------------------- | ----------------------------- | ----------------------------- |
| Num                           | Ciclista                      | Pos                           |
| 221                           | Timothy Dupont (BEL)          | DNF                           |
| 222                           | Stanislaw Aniolkowski (POL)   | 63.                           |
| 223                           | Arjen Livyns (BEL)            | 18.                           |
| 224                           | Mathijs Paasschens (NED)      | 105.                          |
| 225                           | Ludovic Robeet (BEL)          | DNF                           |
| 226                           | Dimitri Peyskens (BEL)        | DNF                           |
| 227                           | Laurenz Rex (BEL)             | 16.                           |

| Sport Vlaanderen-Baloise SVB | Sport Vlaanderen-Baloise SVB | Sport Vlaanderen-Baloise SVB |
| ---------------------------- | ---------------------------- | ---------------------------- |
| Num                          | Ciclista                     | Pos                          |
| 231                          | Lindsay De Vylder (BEL)      | 54.                          |
| 232                          | Vito Braet (BEL)             | 103.                         |
| 233                          | Alex Colman (BEL)            | DNF                          |
| 234                          | Robbe Ghys (BEL)             | 15.                          |
| 235                          | Arne Marit (BEL)             | 80.                          |
| 236                          | Milan Fretin (BEL)           | DNF                          |
| 237                          | Kenneth Van Rooy (BEL)       | 53.                          |

| Uno-X Pro Cycling Team UXT | Uno-X Pro Cycling Team UXT   | Uno-X Pro Cycling Team UXT |
| -------------------------- | ---------------------------- | -------------------------- |
| Num                        | Ciclista                     | Pos                        |
| 241                        | Kristoffer Halvorsen (NOR)   | 86.                        |
| 242                        | Lasse Norman Hansen (DEN)    | DNF                        |
| 243                        | Erik Nordsæter Resell (NOR)  | DNF                        |
| 244                        | Lars Saugstad (NOR)          | 93.                        |
| 245                        | Anders Skaarseth (NOR)       | 29.                        |
| 246                        | Rasmus Tiller (NOR)          | 30.                        |
| 247                        | Martin Bugge Urianstad (NOR) | DNF                        |

| Jumbo-Visma TJV | Jumbo-Visma TJV               | Jumbo-Visma TJV |
| --------------- | ----------------------------- | --------------- |
| Num             | Ciclista                      | Pos             |
| 1               | Wout van Aert (BEL) (estrada) | 12.             |
| 2               | Tiesj Benoot (BEL)            | 34.             |
| 3               | Christophe Laporte (FRA)      | 2.              |
| 4               | Edoardo Affini (ITA)          | DNF             |
| 5               | Mike Teunissen (NED)          | 51.             |
| 6               | Timo Roosen (NED) (estrada)   | DNF             |
| 7               | Nathan Van Hooydonck (BEL)    | 62.             |

| Quick-Step Alpha Vinyl QST | Quick-Step Alpha Vinyl QST | Quick-Step Alpha Vinyl QST |
| -------------------------- | -------------------------- | -------------------------- |
| Num                        | Ciclista                   | Pos                        |
| 11                         | Iljo Keisse (BEL)          | DNF                        |
| 12                         | Fabio Jakobsen (NED)       | 68.                        |
| 13                         | Kasper Asgreen (DEN)       | 32.                        |
| 14                         | Davide Ballerini (ITA)     | DNF                        |
| 15                         | Yves Lampaert (BEL)        | 39.                        |
| 16                         | Florian Sénéchal (FRA)     | DNF                        |
| 17                         | Bert Van Lerberghe (BEL)   | 64.                        |

| Lotto-Soudal LTS | Lotto-Soudal LTS         | Lotto-Soudal LTS |
| ---------------- | ------------------------ | ---------------- |
| Num              | Ciclista                 | Pos              |
| 21               | Victor Campenaerts (BEL) | 33.              |
| 22               | Brent Van Moer (BEL)     | DNF              |
| 23               | Jasper De Buyst (BEL)    | DNF              |
| 24               | Arnaud De Lie (BEL)      | 48.              |
| 25               | Florian Vermeersch (BEL) | 19.              |
| 26               | Frederik Frison (BEL)    | 37.              |
| 27               | Cedric Beullens (BEL)    | 31.              |

| Intermarché-Wanty-Gobert Matériaux IWG | Intermarché-Wanty-Gobert Matériaux IWG | Intermarché-Wanty-Gobert Matériaux IWG |
| -------------------------------------- | -------------------------------------- | -------------------------------------- |
| Num                                    | Ciclista                               | Pos                                    |
| 31                                     | Alexander Kristoff (NOR)               | 11.                                    |
| 32                                     | Aimé De Gendt (BEL)                    | 52.                                    |
| 33                                     | Kévin Van Melsen (BEL)                 | DNF                                    |
| 34                                     | Andrea Pasqualon (ITA)                 | 14.                                    |
| 35                                     | Adrien Petit (FRA)                     | 38.                                    |
| 36                                     | Biniam Girmay (ERI)                    | 1.                                     |
| 37                                     | Taco van der Hoorn (NED)               | DNF                                    |

| AG2R Citroën Team ACT | AG2R Citroën Team ACT   | AG2R Citroën Team ACT |
| --------------------- | ----------------------- | --------------------- |
| Num                   | Ciclista                | Pos                   |
| 41                    | Greg Van Avermaet (BEL) | 17.                   |
| 42                    | Oliver Naesen (BEL)     | 59.                   |
| 43                    | Stan Dewulf (BEL)       | 60.                   |
| 44                    | Antoine Raugel (FRA)    | 85.                   |
| 45                    | Michael Schär (SUI)     | 98.                   |
| 46                    | Damien Touzé (FRA)      | 66.                   |
| 47                    | Gijs Van Hoecke (BEL)   | 91.                   |

| Astana Qazaqstan Team AST | Astana Qazaqstan Team AST | Astana Qazaqstan Team AST |
| ------------------------- | ------------------------- | ------------------------- |
| Num                       | Ciclista                  | Pos                       |
| 51                        | Leonardo Basso (ITA)      | DNF                       |
| 52                        | Manuele Boaro (ITA)       | 89.                       |
| 53                        | Michele Gazzoli (ITA)     | DNF                       |
| 54                        | Fabio Felline (ITA)       | DNF                       |
| 55                        | Gianni Moscon (ITA)       | DNF                       |
| 56                        | Davide Martinelli (ITA)   | DNF                       |
| 57                        | Artiom Zakharov (KAZ)     | DNF                       |

| Bahrain Victorious TBV | Bahrain Victorious TBV        | Bahrain Victorious TBV |
| ---------------------- | ----------------------------- | ---------------------- |
| Num                    | Ciclista                      | Pos                    |
| 61                     | Heinrich Haussler (AUS)       | 50.                    |
| 62                     | Kamil Gradek (POL)            | DNF                    |
| 63                     | Filip Maciejuk (POL)          | 87.                    |
| 64                     | Yukiya Arashiro (JPN)         | 78.                    |
| 65                     | Matej Mohorič (SLO) (estrada) |                        |
| 66                     | Fred Wright (GBR)             | 45.                    |
| 67                     | Jasha Sütterlin (GER)         | 47.                    |

| Bora-Hansgrohe BOH | Bora-Hansgrohe BOH          | Bora-Hansgrohe BOH |
| ------------------ | --------------------------- | ------------------ |
| Num                | Ciclista                    | Pos                |
| 71                 | Sam Bennett (IRL)           | 106.               |
| 72                 | Jordi Meeus (BEL)           | DNF                |
| 73                 | Marco Haller (AUT)          | 81.                |
| 74                 | Jonas Koch (GER)            | 22.                |
| 75                 | Ryan Mullen (IRL) (estrada) | DNF                |
| 76                 | Nils Politt (GER)           | 79.                |
| 77                 | Danny van Poppel (NED)      | DNF                |

| Cofidis COF | Cofidis COF             | Cofidis COF |
| ----------- | ----------------------- | ----------- |
| Num         | Ciclista                | Pos         |
| 81          | Piet Allegaert (BEL)    | 20.         |
| 82          | Tom Bohli (SUI)         | DNF         |
| 83          | André Carvalho (POR)    | 101.        |
| 84          | Simone Consonni (ITA)   | 24.         |
| 85          | Wesley Kreder (NED)     | 76.         |
| 86          | Kenneth Vanbilsen (BEL) | DNF         |
| 87          | Jelle Wallays (BEL)     | 95.         |

| EF Education-EasyPost EFE | EF Education-EasyPost EFE | EF Education-EasyPost EFE |
| ------------------------- | ------------------------- | ------------------------- |
| Num                       | Ciclista                  | Pos                       |
| 91                        | Jens Keukeleire (BEL)     | DNF                       |
| 92                        | Stefan Bissegger (SUI)    | 96.                       |
| 93                        | Marijn van den Berg (NED) | 23.                       |
| 94                        | Michael Valgren (DEN)     | 35.                       |
| 95                        | Sebastian Langeveld (NED) | 97.                       |
| 96                        | Jonas Rutsch (GER)        | 90.                       |
| 97                        | Tom Scully (NZL)          | 58.                       |

| Groupama-FDJ GFC | Groupama-FDJ GFC              | Groupama-FDJ GFC |
| ---------------- | ----------------------------- | ---------------- |
| Num              | Ciclista                      | Pos              |
| 101              | Stefan Küng (SUI)             | 36.              |
| 102              | Lewis Askey (GBR)             | DNF              |
| 103              | Kevin Geniets (LUX) (estrada) | 65.              |
| 104              | Olivier Le Gac (FRA)          | 42.              |
| 105              | Fabian Lienhard (SUI)         | 84.              |
| 106              | Tobias Ludvigsson (SWE)       | 72.              |
| 107              | Arnaud Démare (FRA)           | 10.              |

| Ineos Grenadiers IGD | Ineos Grenadiers IGD      | Ineos Grenadiers IGD |
| -------------------- | ------------------------- | -------------------- |
| Num                  | Ciclista                  | Pos                  |
| 111                  | Dylan van Baarle (NED)    | 41.                  |
| 112                  | Jhonatan Narváez (ECU)    | DNF                  |
| 113                  | Luke Rowe (GBR)           | DNF                  |
| 114                  | Elia Viviani (ITA)        | 69.                  |
| 115                  | Ben Swift (GBR) (estrada) | DNF                  |
| 116                  | Ben Turner (GBR)          | 28.                  |
| 117                  | Thomas Pidcock (GBR)      | 67.                  |

| Israel-Premier Tech IPT | Israel-Premier Tech IPT | Israel-Premier Tech IPT |
| ----------------------- | ----------------------- | ----------------------- |
| Num                     | Ciclista                | Pos                     |
| 121                     | Sep Vanmarcke (BEL)     | 77.                     |
| 122                     | Hugo Houle (CAN)        | 55.                     |
| 123                     | Jenthe Biermans (BEL)   | DNF                     |
| 124                     | Matthias Brändle (AUT)  | DNF                     |
| 125                     | Itamar Einhorn (ISR)    | DNF                     |
| 126                     | Tom Van Asbroeck (BEL)  | NP                      |
| 127                     | Taj Jones (AUS)         | DNF                     |

| Movistar Team MOV | Movistar Team MOV         | Movistar Team MOV |
| ----------------- | ------------------------- | ----------------- |
| Num               | Ciclista                  | Pos               |
| 131               | Alex Aranburu (ESP)       | 25.               |
| 132               | Iñigo Elosegui (ESP)      | DNF               |
| 133               | Imanol Erviti (ESP)       | 75.               |
| 134               | Iván García Cortina (ESP) | 8.                |
| 135               | Mathias Norsgaard (DEN)   | DNF               |
| 136               | Johan Jacobs (SUI)        | 44.               |
| 137               | Max Kanter (GER)          | 43.               |

| BikeExchange-Jayco BEX | BikeExchange-Jayco BEX    | BikeExchange-Jayco BEX |
| ---------------------- | ------------------------- | ---------------------- |
| Num                    | Ciclista                  | Pos                    |
| 141                    | Dylan Groenewegen (NED)   | DNF                    |
| 142                    | Sam Bewley (NZL)          | DNF                    |
| 143                    | Alexander Edmondson (AUS) | DNF                    |
| 144                    | Luke Durbridge (AUS)      | DNF                    |
| 145                    | Kelland O'Brien (AUS)     | DNF                    |
| 146                    | Alexander Konychev (ITA)  | 88.                    |
| 147                    | Luka Mezgec (SLO)         | 13.                    |

| Team DSM DSM | Team DSM DSM               | Team DSM DSM |
| ------------ | -------------------------- | ------------ |
| Num          | Ciclista                   | Pos          |
| 151          | John Degenkolb (GER)       | 27.          |
| 152          | Niklas Märkl (GER)         | 82.          |
| 153          | Cees Bol (NED)             | DNF          |
| 154          | Kevin Vermaerke (USA)      | DNF          |
| 155          | Leon Heinschke (GER)       | DNF          |
| 156          | Nikias Arndt (GER)         | 82.          |
| 157          | Søren Kragh Andersen (DEN) | 5.           |

| Trek-Segafredo TFS | Trek-Segafredo TFS   | Trek-Segafredo TFS |
| ------------------ | -------------------- | ------------------ |
| Num                | Ciclista             | Pos                |
| 161                | Jasper Stuyven (BEL) | 4.                 |
| 162                | Daan Hoole (NED)     | 99.                |
| 163                | Alex Kirsch (LUX)    | 40.                |
| 164                | Mads Pedersen (DEN)  | 7.                 |
| 165                | Quinn Simmons (USA)  | DNF                |
| 166                | Edward Theuns (BEL)  | 61.                |
| 167                | Otto Vergaerde (BEL) | 100.               |

| UAE Team Emirates UAD | UAE Team Emirates UAD     | UAE Team Emirates UAD |
| --------------------- | ------------------------- | --------------------- |
| Num                   | Ciclista                  | Pos                   |
| 171                   | Pascal Ackermann (GER)    | DNF                   |
| 172                   | Matteo Trentin (ITA)      | 70.                   |
| 173                   | Mikkel Bjerg (DEN)        | NP                    |
| 175                   | Maximiliano Richeze (ARG) | DNF                   |
| 176                   | Oliviero Troia (ITA)      | DNF                   |
| 177                   | Rui Oliveira (POR)        | 56.                   |

| Alpecin-Fenix AFC | Alpecin-Fenix AFC              | Alpecin-Fenix AFC |
| ----------------- | ------------------------------ | ----------------- |
| Num               | Ciclista                       | Pos               |
| 181               | Tim Merlier (BEL)              | 6.                |
| 182               | Jasper Philipsen (BEL)         | 21.               |
| 183               | Maurice Ballerstedt (GER)      | DNF               |
| 184               | Jonas Rickaert (BEL)           | DNF               |
| 185               | Guillaume Van Keirsbulck (BEL) | DNF               |
| 186               | Gianni Vermeersch (BEL)        | 46.               |
| 187               | Silvan Dillier (SUI) (estrada) | 57.               |

| TotalEnergies TEN | TotalEnergies TEN           | TotalEnergies TEN |
| ----------------- | --------------------------- | ----------------- |
| Num               | Ciclista                    | Pos               |
| 191               | Peter Sagan (SVK) (estrada) | DNF               |
| 192               | Edvald Boasson Hagen (NOR)  | 92.               |
| 193               | Maciej Bodnar (POL)         | 104.              |
| 194               | Daniel Oss (ITA)            | DNF               |
| 195               | Niki Terpstra (NED)         | 71.               |
| 196               | Anthony Turgis (FRA)        | 26.               |
| 197               | Dries Van Gestel (BEL)      | 3.                |

| B&B Hotels-KTM BBK | B&B Hotels-KTM BBK     | B&B Hotels-KTM BBK |
| ------------------ | ---------------------- | ------------------ |
| Num                | Ciclista               | Pos                |
| 201                | Jens Debusschere (BEL) |                    |
| 202                | Pierre Barbier (FRA)   | 83.                |
| 203                | Quentin Jauregui (FRA) | DNF                |
| 204                | Cyril Lemoine (FRA)    | DNF                |
| 205                | Julien Morice (FRA)    | 94.                |
| 206                | Luca Mozzato (ITA)     | 74.                |
| 207                | Jordi Warlop (BEL)     | DNF                |

| Bardiani CSF Faizanè BCF | Bardiani CSF Faizanè BCF | Bardiani CSF Faizanè BCF |
| ------------------------ | ------------------------ | ------------------------ |
| Num                      | Ciclista                 | Pos                      |
| 211                      | Luca Colnaghi (ITA)      | DNF                      |
| 212                      | Filippo Fiorelli (ITA)   | 73.                      |
| 213                      | Enrico Battaglin (ITA)   | DNF                      |
| 214                      | Sacha Modolo (ITA)       | 102.                     |
| 215                      | Alessandro Tonelli (ITA) | DNF                      |
| 216                      | Enrico Zanoncello (ITA)  | DNF                      |
| 217                      | Samuele Zoccarato (ITA)  | DNF                      |

| Bingoal Pauwels Sauces WB BWB | Bingoal Pauwels Sauces WB BWB | Bingoal Pauwels Sauces WB BWB |
| ----------------------------- | ----------------------------- | ----------------------------- |
| Num                           | Ciclista                      | Pos                           |
| 221                           | Timothy Dupont (BEL)          | DNF                           |
| 222                           | Stanislaw Aniolkowski (POL)   | 63.                           |
| 223                           | Arjen Livyns (BEL)            | 18.                           |
| 224                           | Mathijs Paasschens (NED)      | 105.                          |
| 225                           | Ludovic Robeet (BEL)          | DNF                           |
| 226                           | Dimitri Peyskens (BEL)        | DNF                           |
| 227                           | Laurenz Rex (BEL)             | 16.                           |

| Sport Vlaanderen-Baloise SVB | Sport Vlaanderen-Baloise SVB | Sport Vlaanderen-Baloise SVB |
| ---------------------------- | ---------------------------- | ---------------------------- |
| Num                          | Ciclista                     | Pos                          |
| 231                          | Lindsay De Vylder (BEL)      | 54.                          |
| 232                          | Vito Braet (BEL)             | 103.                         |
| 233                          | Alex Colman (BEL)            | DNF                          |
| 234                          | Robbe Ghys (BEL)             | 15.                          |
| 235                          | Arne Marit (BEL)             | 80.                          |
| 236                          | Milan Fretin (BEL)           | DNF                          |
| 237                          | Kenneth Van Rooy (BEL)       | 53.                          |

| Uno-X Pro Cycling Team UXT | Uno-X Pro Cycling Team UXT   | Uno-X Pro Cycling Team UXT |
| -------------------------- | ---------------------------- | -------------------------- |
| Num                        | Ciclista                     | Pos                        |
| 241                        | Kristoffer Halvorsen (NOR)   | 86.                        |
| 242                        | Lasse Norman Hansen (DEN)    | DNF                        |
| 243                        | Erik Nordsæter Resell (NOR)  | DNF                        |
| 244                        | Lars Saugstad (NOR)          | 93.                        |
| 245                        | Anders Skaarseth (NOR)       | 29.                        |
| 246                        | Rasmus Tiller (NOR)          | 30.                        |
| 247                        | Martin Bugge Urianstad (NOR) | DNF                        |

Convenções:
- AB: Abandono
- FLT: Retiro por chegada fora do limite de tempo
- NTS: Não tomou a saída
- DES: Desclassificado ou expulsado

## UCI World Ranking
A Gante-Wevelgem outorgou pontos para o UCI World Ranking para corredores das equipas nas categorias UCI WorldTeam, UCI ProTeam e Continental. As seguintes tabelas são o barómetro de pontuação e os dez corredores que obtiveram mais pontos:
| Posição   | 1.º | 2.º | 3.º | 4.º | 5.º | 6.º | 7.º | 8.º | 9.º | 10.º | 11.º | 12.º | 13.º | 14.º | 15.º | 16.º-20.º | 21.º-30.º | 31.º-50.º | 51.º-55.º | 56.º-60.º |
| Pontuação | 500 | 400 | 325 | 275 | 225 | 175 | 150 | 125 | 100 | 85   | 70   | 60   | 50   | 40   | 35   | 30        | 20        | 10        | 5         | 3         |

| Classificação |                      |                                    |        |
| Posição       | Ciclista             | Equipa                             | Pontos |
| ------------- | -------------------- | ---------------------------------- | ------ |
| 1.º           | Biniam Girmay        | Intermarché-Wanty-Gobert Matériaux | 500    |
| 2.º           | Christophe Laporte   | Jumbo-Visma                        | 400    |
| 3.º           | Dries Van Gestel     | TotalEnergies                      | 325    |
| 4.º           | Jasper Stuyven       | Trek-Segafredo                     | 275    |
| 5.º           | Søren Kragh Andersen | DSM                                | 225    |
| 6.º           | Tim Merlier          | Alpecin-Fenix                      | 175    |
| 7.º           | Mads Pedersen        | Trek-Segafredo                     | 150    |
| 8.º           | Iván García Cortina  | Movistar                           | 125    |
| 9.º           | Matej Mohorič        | Bahrain Victorious                 | 100    |
| 10.º          | Arnaud Démare        | Groupama-FDJ                       | 85     |